# イル・ド・フランス国立管弦楽団
イル・ド・フランス国立管弦楽団（イル・ド・フランスこくりつかんげんがくだん、Orchestre national d'Île de France）は、1974年に設立されたフランスのオーケストラである。パリ郊外のヴァル＝ド＝マルヌ県アルフォールヴィルを拠点とし、イル＝ド＝フランス地域圏で活動している。
なお、名称が似通っているフランス国立管弦楽団（Orchestre national de France）と混同されがちであるが、両者とは設立当初から現在に至るまで全くの別団体である。

## 音楽監督
- ジャン・フルネ(1974-1982)
- ジャック・メルシエ(1982-2002)
- ヨエル・レヴィ(2005-2012)
- エンリケ・マッツォーラ(2012-2019)
- ケース・スカリオーネ(2019- )[1]